# Clair Huffaker
Clair Huffaker est un scénariste et romancier américain, né le 24 septembre 1926 à Magna (Utah) et mort le 3 avril 1990 à Los Angeles (Californie).
Il écrivit de nombreux épisodes pour les séries télévisées, notamment Bonanza et Le Virginien.

## Romans
- 1957 : Badge for a Gunfighter
- 1957 : Rider from Thunder Mountain
- 1958 : Cowboy (novélisation de scénario)
- 1958 : Flaming Lance (1958)
- 1958 : Posse from Hell (1958)
- 1958 : Guns of Rio Conchos (1958)
- 1958 : Badman (ressorti sous le titre The War Wagon, après l'adaptation cinématographique en 1967)
- 1959 : Seven Ways from Sundown
- 1963 : Good Lord, You're Upside Down!
- 1967 : Nobody Loves a Drunken Indian
- 1973 : The Cowboy and the Cossack
- 1974 : One Time I Saw Morning Come Home
- 1976 : Clair Huffaker's Profiles of the American West (pour enfants)

## Filmographie
- 1960 : Les Sept chemins du couchant (Seven Ways from Sundown), (d'après son roman éponyme), d'Harry Keller
- 1960 : Les Rôdeurs de la plaine (Flaming Star), (d'après son roman Flaming Lance), de Don Siegel
- 1961 : Les Cavaliers de l'enfer (Posse from Hell), (d'après son roman éponyme), d'Herbert Coleman (de)
- 1961 : Les Comancheros (The Comancheros), de Michael Curtiz
- 1961 : La Farfelue de l'Arizona (The Second Time around) (sous le pseudonyme de Cecil Dan Hansen), de Vincent Sherman
- 1964 : Rio Conchos (d'après son roman Guns of Rio Conchos), de Gordon Douglas
- 1966 : Tarzan and the Valley of Gold, de Robert Day
- 1967 : La Caravane de feu (The War Wagon), (d'après son roman Badman), de Burt Kennedy
- 1968 : Les Feux de l'enfer (Hellfighters), d'Andrew V. McLaglen
- 1969 : Les 100 fusils (100 Rifles), de Tom Gries
- 1970 : L'Indien (Flap), (d'après son roman Nobody Loves a Drunken Indian), de Carol Reed
- 1971 : Les Dynamiteros (The Deserter), de Niksa Fulgosi et Burt Kennedy
- 1973 : Chino (The Valdez horses), de John Sturges et Duilio Coletti